# Циліндрична поверхня

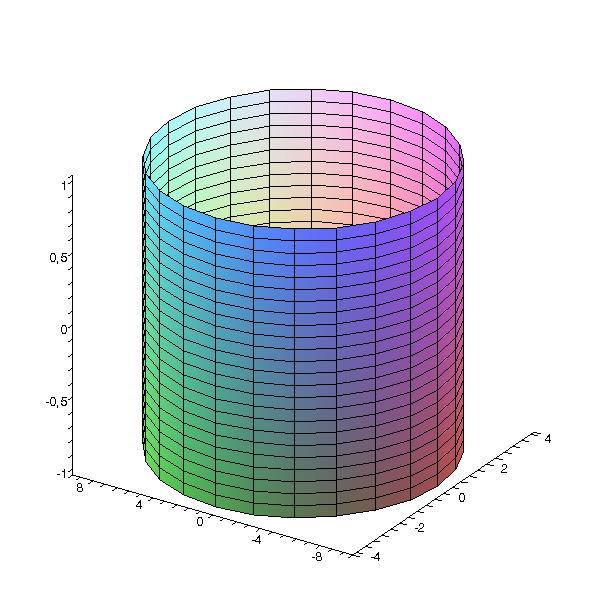
Еліптичний циліндр

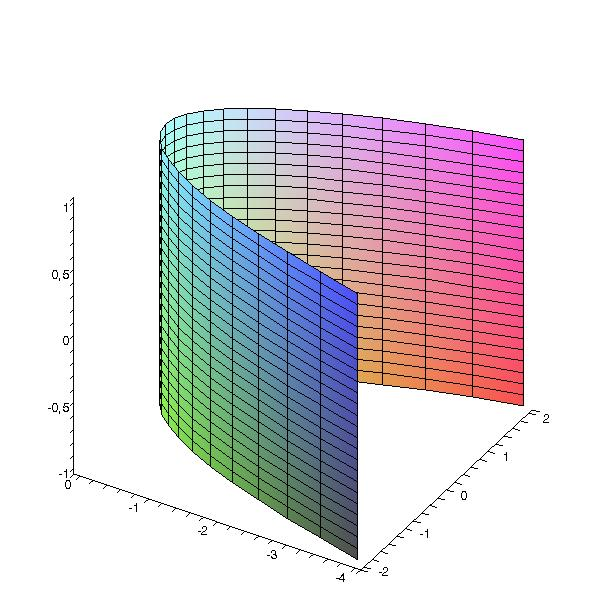
Параболічна циліндрична поверхня (параболічний циліндр)

Циліндри́чна пове́рхня — поверхня другого порядку, яка утворюється рухом прямої лінії (твірної), що рухається, залишаючись паралельною заданому напряму і ковзає по заданій кривій (напрямній).
Напрямною циліндричної поверхні може бути коло, еліпс чи інша замкнена крива (відповідну назву одержує обмежуваний цією поверхнею циліндр), гіпербола, парабола тощо. В аналітичній геометрії циліндричну поверхню часто називають циліндром.
В декартових координатах може бути виражена рівняннями:
{\displaystyle {\frac {x^{2}}{a^{2}}}+{\frac {y^{2}}{b^{2}}}=1} — еліптичний циліндр;
{\displaystyle {\frac {x^{2}}{a^{2}}}-{\frac {y^{2}}{b^{2}}}=1} — гіперболічний циліндр;
{\displaystyle x^{2}=2py\,} — параболічний циліндр.
У частковому випадку, поверхня прямого кругового циліндра з віссю OZ виражається рівнянням:
{\displaystyle \ {x^{2}}+\ {y^{2}}=R^{2}},
де R — радіус напрямного кола.

## Пов'язані визначення
- Тіло, обмежене циліндричною поверхнею, називають безкінечним циліндром.
- Циліндр — геометричне тіло, обмежене замкнутою циліндричною поверхнею і двома паралельними площинами, що перетинають її.

## Варіації та узагальнення
- Циліндричні поверхні є частковим випадком лінійчатих поверхонь.